# Santo Tomás (Neuquén)
Santo Tomas é uma localidade do partido de Carlos Casares, localizada na província de Buenos Aires, na Argentina.